# Rozkoš (Onomyšl)
Rozkoš (německy Roskosch) je malá vesnice, část obce Onomyšl v okrese Kutná Hora. Nachází se asi tři kilometry na severně od Onomyšle.
Rozkoš leží v katastrálním území Rozkoš u Onomyšle o rozloze 1,26 km².
Roku 1950 byly obce Miletín a Rozkoš sloučeny do obce Miletín.

## Historie
První písemná zmínka o vesnici pochází z roku 1748.

## Fotogalerie

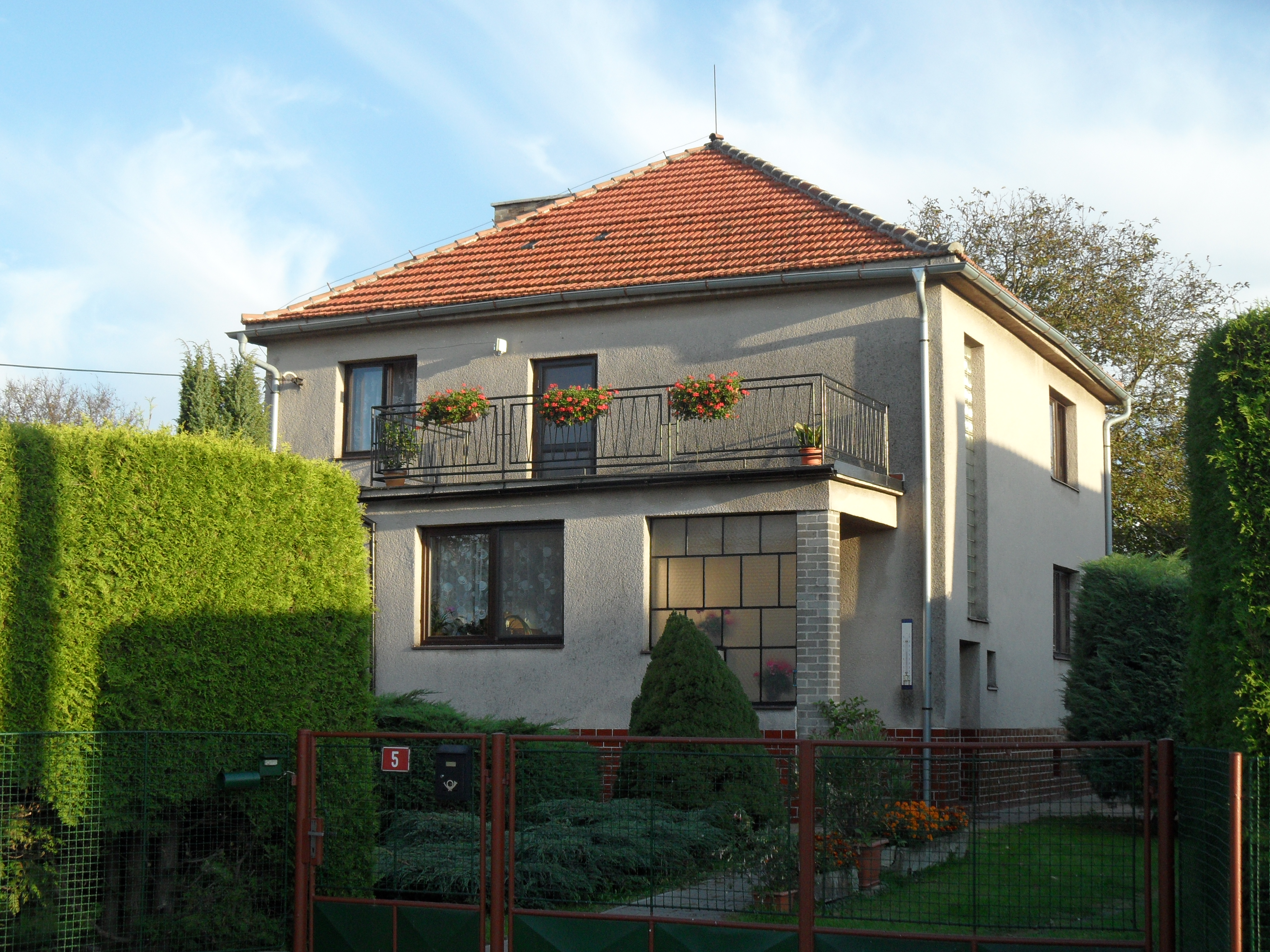
Velký rodinný dům
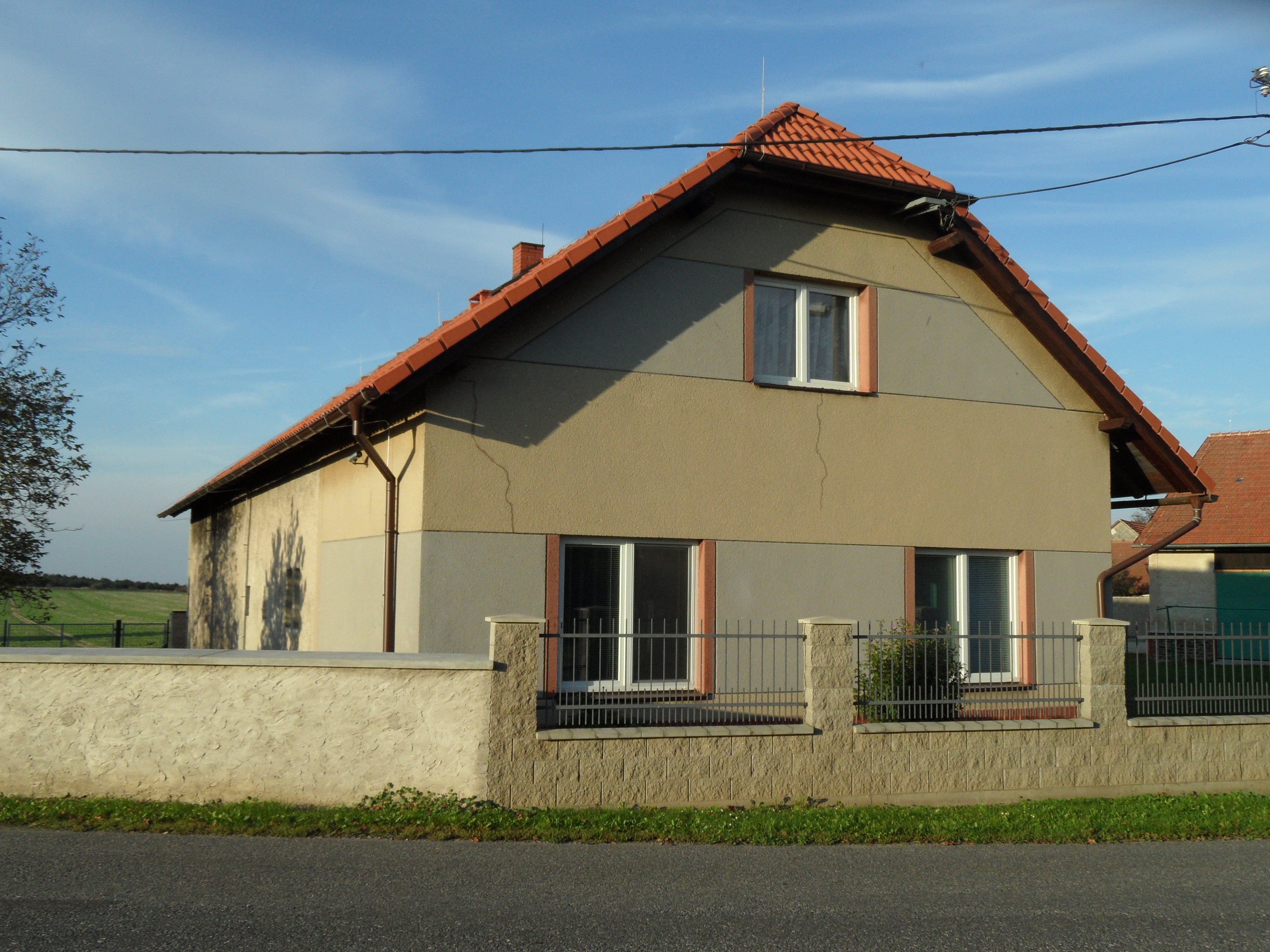
Rodinný dům
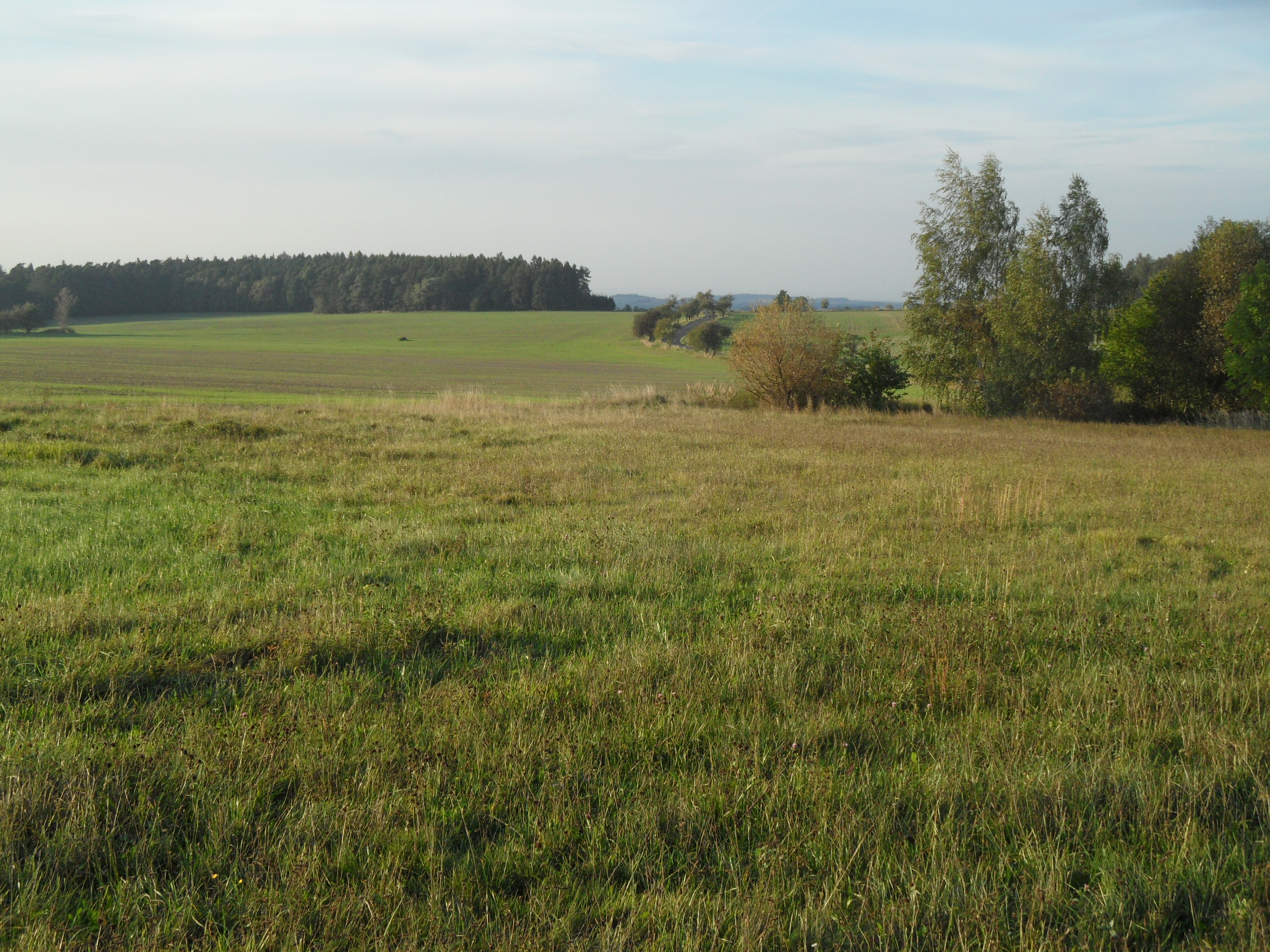
Výhled od křižovatky
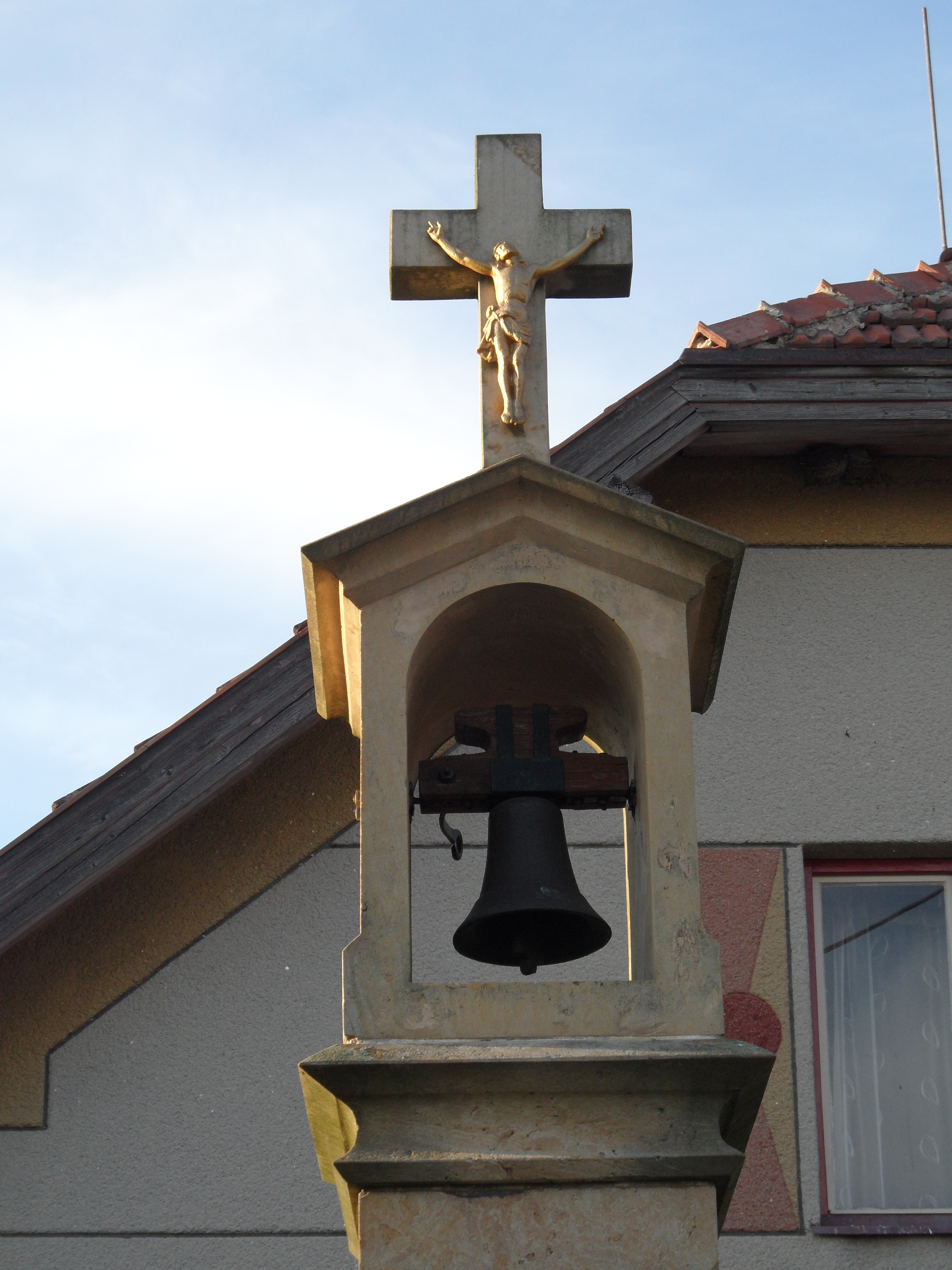
Detail zvoničky